# Lilting ou la Délicatesse
Pour plus de détails, voir Fiche technique et Distribution.
Lilting ou la Délicatesse (Lilting) est un film britannique réalisé par Hong Khaou sorti en 2014. 

## Synopsis
Dans le Londres d'aujourd'hui, Junn - sino-cambodgienne de la soixantaine immigrée en Angleterre - pleure la mort accidentelle de son fils Kai, qu'elle voit dans ses souvenirs et dont elle ne veut pas accepter la disparition. Elle se sent aussi mal à l'aise dans la maison de retraite où il l'a placée avant de mourir, malgré l'attention amoureuse que lui porte Alan, un autre pensionnaire âgé.
Richard, l'ancien compagnon de son fils pendant quatre ans, lui rend visite régulièrement et essaye de la comprendre avec l'aide d'une interprète, Vann, afin de partager le souvenir de Kai. La méfiance réciproque laisse peu à peu la place à une amitié pudique et la mère parvient finalement à admettre la relation que son fils entretenait avec Richard et dont il lui avait caché la nature.

## Fiche technique
- Titre original : Lilting
- Titre français : Lilting ou la Délicatesse
- Réalisation : Hong Khaou
- Scénario : Hong Khaou
- Musique : Stuart Earl
- Montage : Mark Towns
- Photographie : Urszula Pontikos
- Production : Dominic Buchanan, Bob Benton, Daniel Jon Bergman, Andy Brunskill, Robert Herman et Donna Mabey
- Sociétés de production : Film London Microwave, BBC Films et Skillset
- Sociétés de distribution : Artificial Eye, Strand Releasing et Jour2fête
- Budget : 120 000 £
- Pays de production : Royaume-Uni
- Langue originale : anglais
- Format : couleur - 2,35:1 - son Dolby numérique
- Genre : drame romantique
- Durée : 91 minutes
- Dates de sortie :
- Royaume-Uni et Irlande : 8 août 2014
- France : 15 octobre 2014
- Belgique : 22 octobre 2014

## Distribution
- Cheng Pei-pei : Junn
- Ben Whishaw : Richard
- Morven Christie : Margaret
- Peter Bowles : Alan
- Andrew Leung : Kai
- Naomi Christie : Vann

## Distinctions

### Récompenses
- Queer Lisboa 2015 :
  - Meilleure actrice pour Cheng Pei-pei
  - Prix du public

### Nominations
- British Independent Film Awards 2014 :
  - Meilleure actrice pour Cheng Pei-pei
  - Meilleure production
  - Douglas Hickox Award du meilleur premier film pour Hong Khaou

- British Academy Film Awards 2015 : meilleur nouveau scénariste, réalisateur ou producteur britannique pour Hong Khaou (réalisateur et scénariste)